# Лушниковка (Воронежская область)
Лушниковка — посёлок в Бобровском районе Воронежской области России.
Входит в состав городского поселения Бобров.
В посёлке строится экодеревня.

## Население
| 2000 | 2002 | 2005 | 2010 |
| ---- | ---- | ---- | ---- |
| 615  | ↘580 | →580 | ↘543 |

## География

### Улицы
- ул. Берёзовая,
- ул. Дорожная,
- ул. Заозёрная,
- ул. Лесная,
- ул. Новая,
- ул. Песчаная,
- ул. Тихая,
- ул. Центральная,
- ул. Яблочкина.